# Поздняково (Ярославская область)
Поздняково — деревня Арефинского сельского поселения Рыбинского района Ярославской области.
Деревня расположена к югу от центра сельского поселения села Арефино. К юго-востоку от деревни на расстоянии около 1 км стоит деревня Локтево. От Локтево на северо-восток по берегу ручья Пелевин до деревни Ананьино идёт дорога, основная магистраль связывающая этот район с внешним миром. От Позднякова в северо-западном направлении идёт тропа выходящая к окруженным лесом полям, урочищам Вахромеево и Фёдоровская, находящимся на месте бывших деревень.
Деревня Поздекова обозначена на плане Генерального межевания Рыбинского уезда 1792 года. На месте урочища Вахромеева находился починок Вахромеева, а между Вахромеевым и Поздняковым ещё починок Бородинъ, на современной карте просто поле, окружённое лесом.
На 1 января 2007 года в деревне Поздняково не числилось постоянных жителей. Деревню обслуживает почтовое отделение, расположенное в деревне Ананьино.